# Check Yes Juliet
Check Yes Juliet è un singolo del gruppo emo-pop statunitense We the Kings, pubblicato nel 2008 negli Stati Uniti e nel 2011 in Australia. Il brano è stato scritto da Travis Clark, Sam Hollander e Dave Katz.

## Tracce
CD
1. Check Yes Juliet – 3:38

iTunes edition
1. Check Yes Juliet – 3:40
2. Check Yes Juliet (versione acustica) – 3:46

## Classifiche
| Classifica            | Posizione migliore |
| --------------------- | ------------------ |
| Australia             | 26                 |
| Stati Uniti           | 70                 |
| Stati Uniti (digital) | 46                 |